# Bishop (California)
Bishop è una città degli Stati Uniti d'America situata nella Contea di Inyo, nello Stato della California.